# Downtown St. John's
Downtown St. John's is het historisch centrum en tegelijk het zakendistrict van St. John's, de hoofdstad van de Canadese provincie Newfoundland en Labrador. De buurt ligt aan de noordwestelijke zijde van de haven van St. John's en vormt het hart van de stad op het vlak van onder meer handel, cultuur, entertainment en toerisme. De belangrijkste straten van Downtown St. John's zijn Water Street, George Street en Duckworth Street.
De buurt telt verschillende belangrijke gebouwen, zoals het provinciale museum The Rooms, het stadhuis, enkele federale overheidsgebouwen, verschillende christelijke gebedshuizen, vestigingen van internationale hotelketens, filialen van de vijf Canadese grootbanken en verschillende belangrijke vestigingen van aardoliebedrijven.
Aan de oever van de haven bevindt zich het Harbourside Park, dat onder andere de twee bekende hondenstandbeelden van de stad en het nationaal oorlogsmonument ter herinnering van de Eerste Wereldoorlog huisvest.

## Galerij

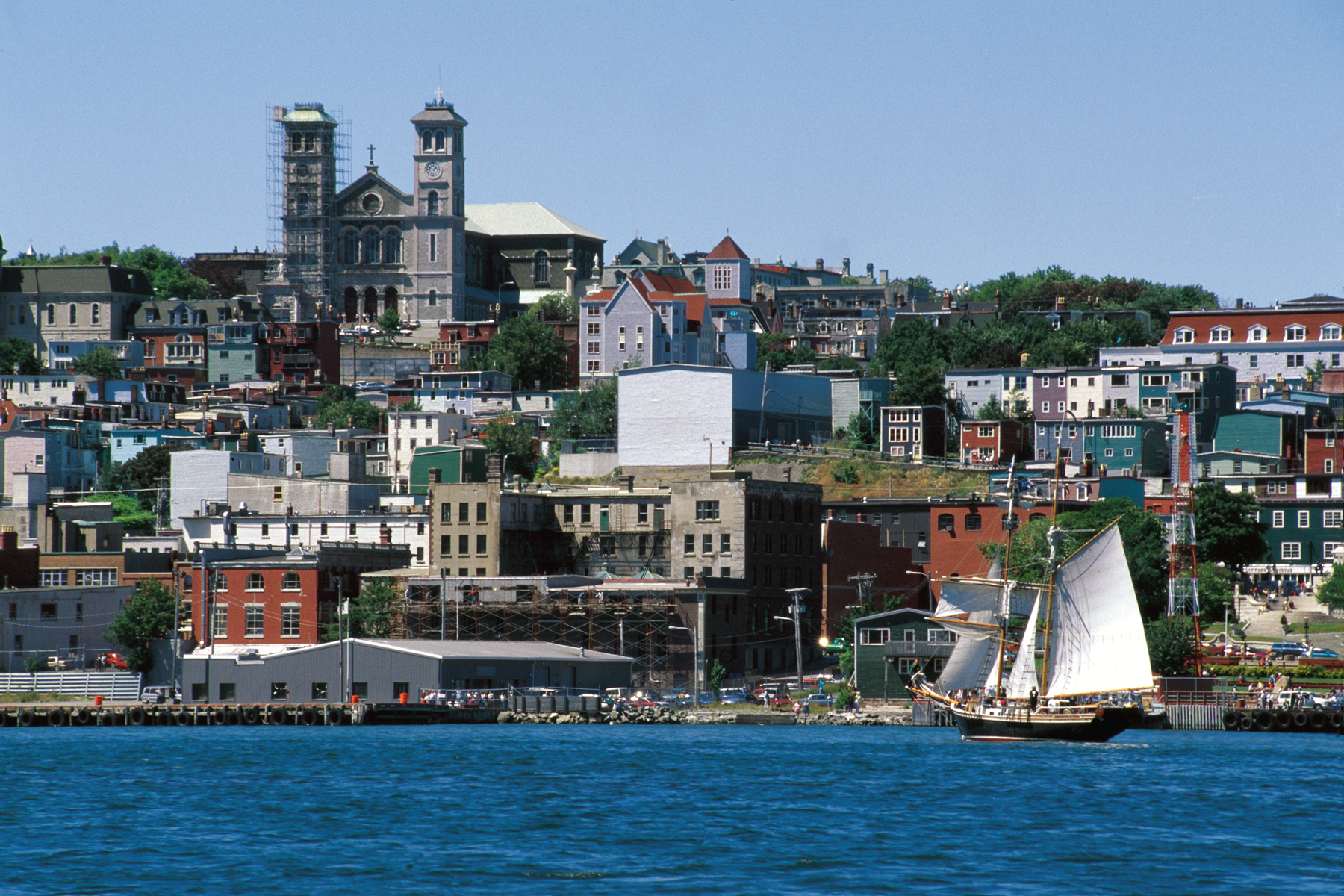
Deel van de skyline van Downtown, met onder meer de Kathedrale Basiliek van Sint-Johannes de Doper.
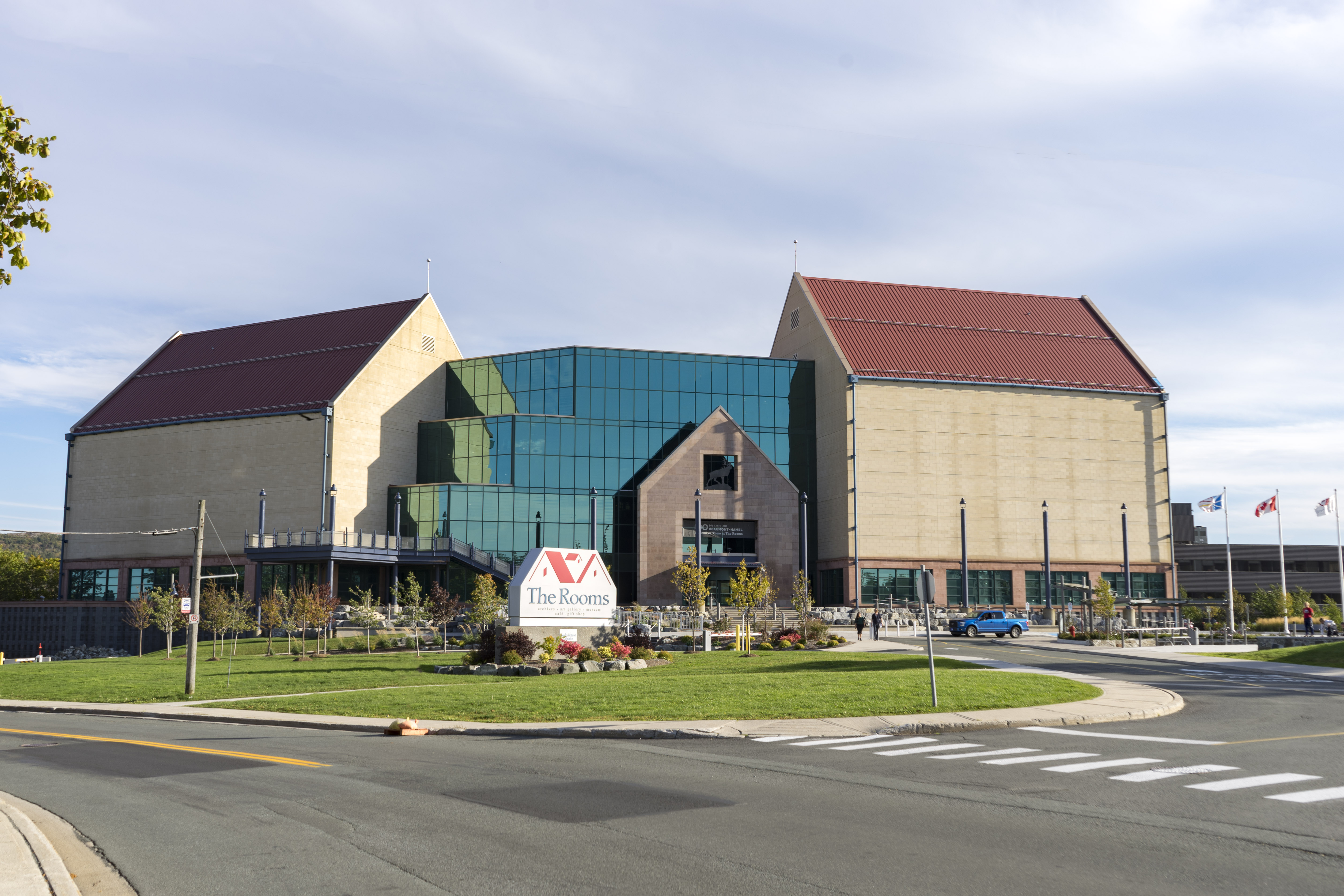
Het provinciale museum The Rooms
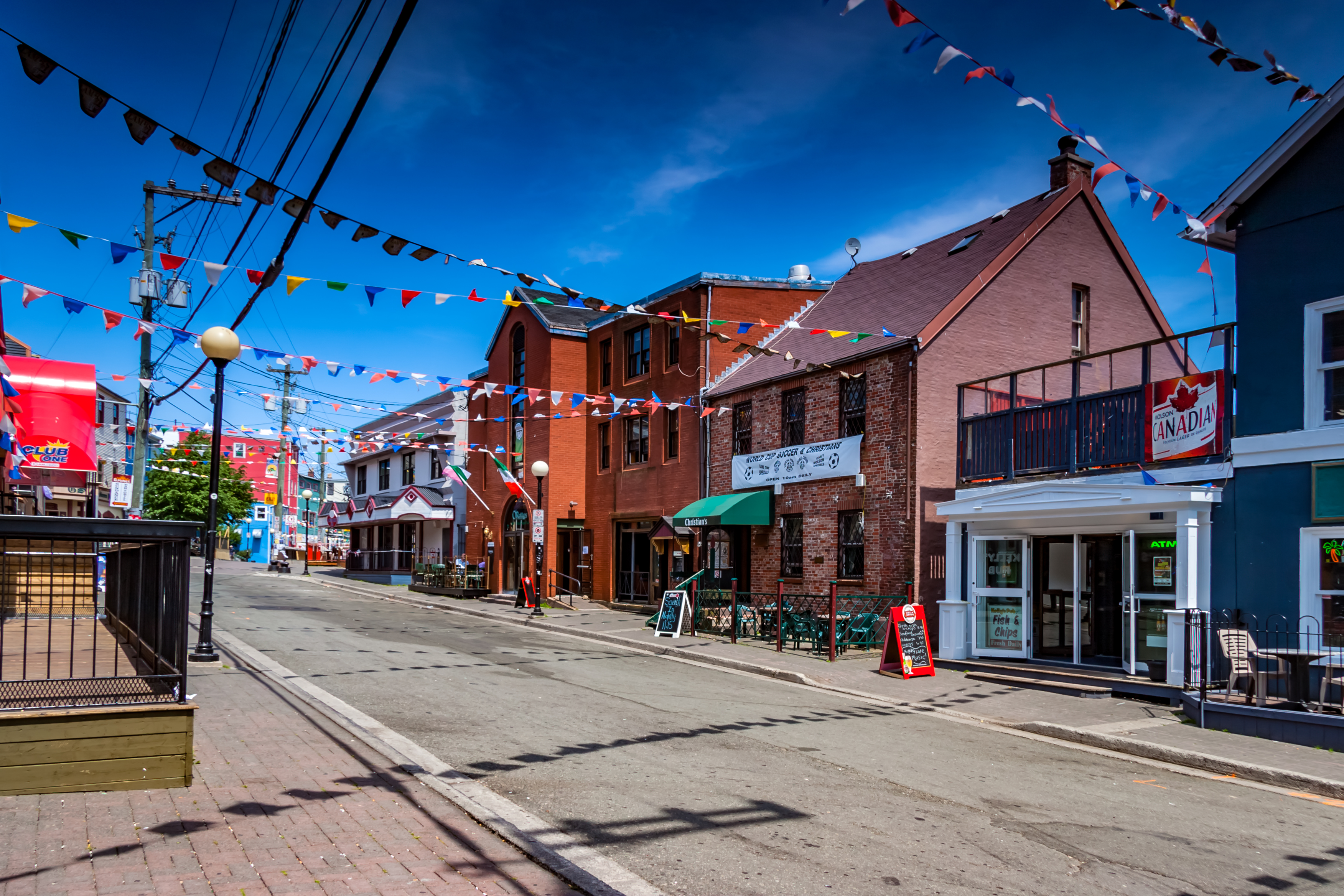
George Street vormt het hart van het nachtleven van Downtown St. John's
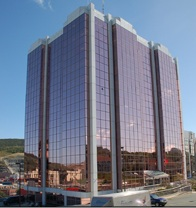
Het John Cabot-gebouw huisvest Canadese federale diensten
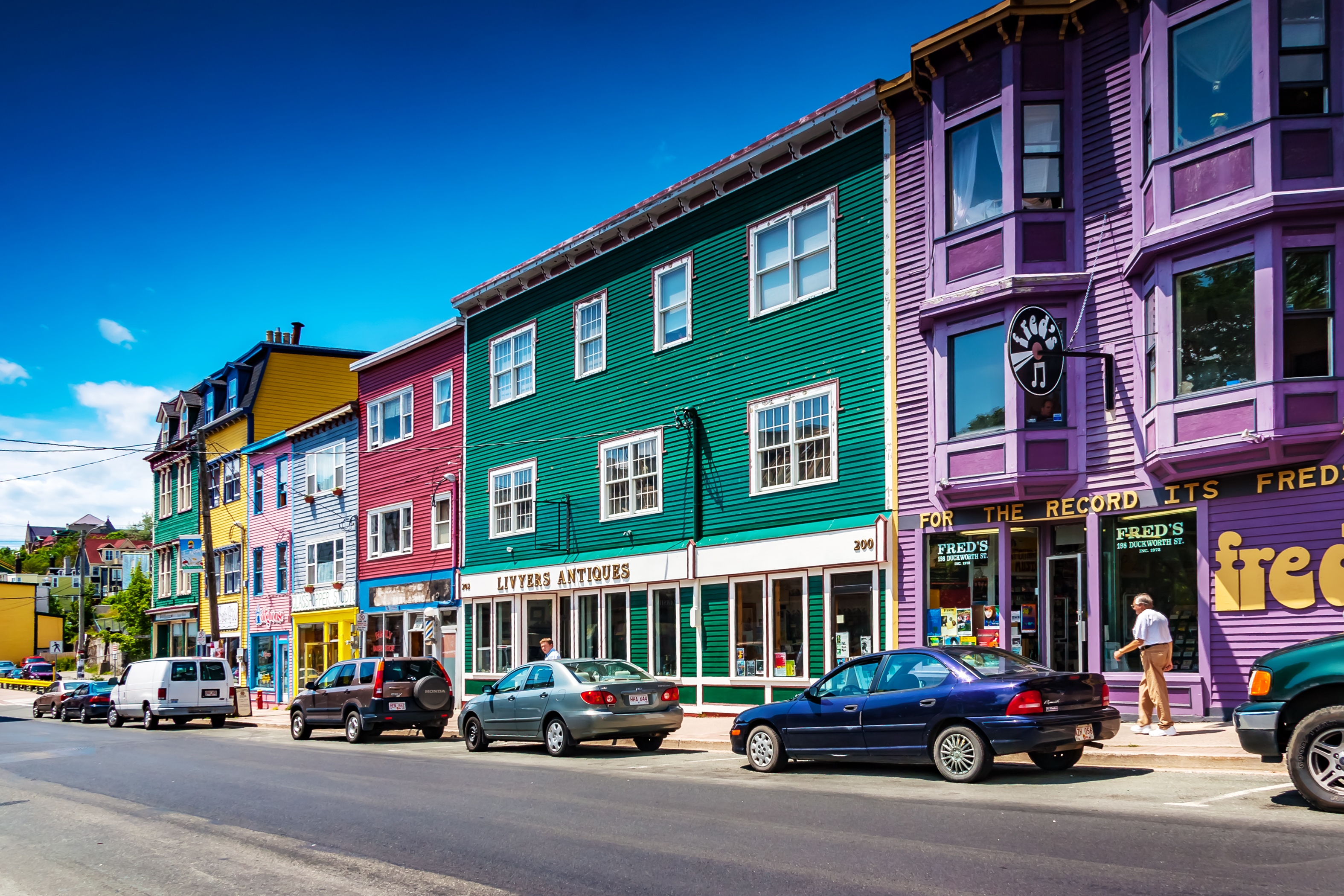
Winkels in Duckworth Street
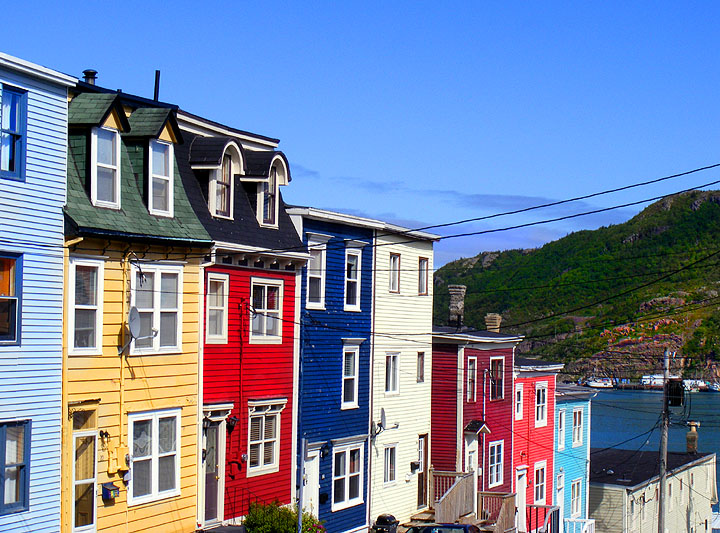
Typische kleurrijke huizen
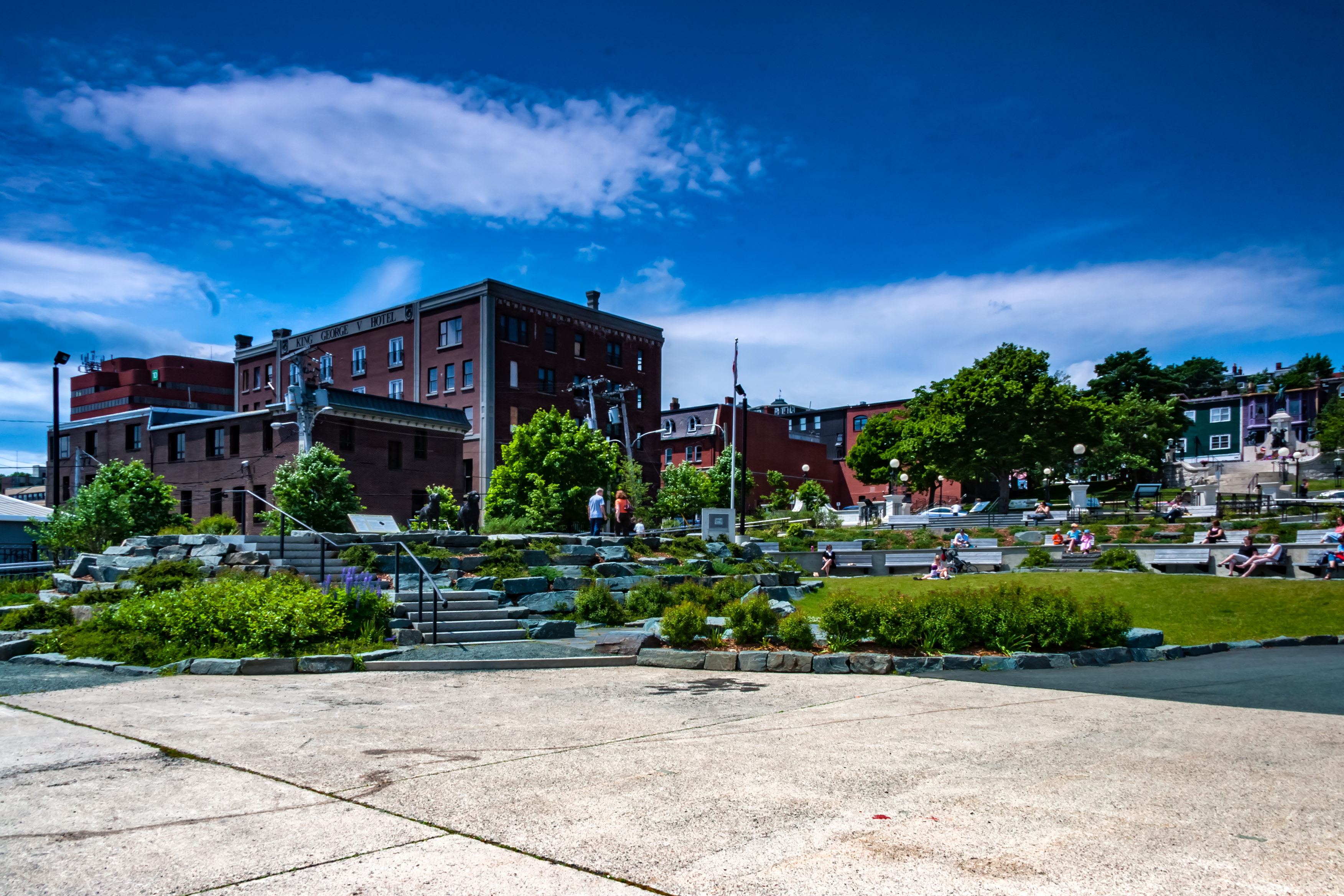
Harbourside Park